# Le Cheval d'orgueil (livre)
Pour les articles homonymes, voir Le Cheval d'orgueil.
Le Cheval d'orgueil est un livre largement autobiographique de Pierre-Jakez Hélias, paru en 1975 chez Plon, dans la collection Terre humaine. Il a été rédigé en breton et traduit en français par l'auteur.
Véritable succès d'édition, il dépasse les 1 500 000 exemplaires a la fin du XXème siècle et presque deux millions en 2025 selon son éditeur Plon.

## Résumé
L'ouvrage décrit la vie d'une famille pauvre de paysans bigoudens (celle de l'auteur) du village de Pouldreuzic peu après la Première Guerre mondiale, mettant l'accent sur les codes très stricts qui rythmaient leur vie, notamment concernant la pratique religieuse qui constituait le ciment de la société paysanne, malgré le développement des écoles communales « rouges » (républicaines) et de la langue française, lesquels s'accompagneront de bouleversements irréversibles.

## Critiques
Il fut l'objet d'une polémique avec Xavier Grall qui, dans Le Cheval couché, accusera Hélias de donner une image trop passéiste et localisée de la Bretagne : « Je ne suis pas cet écrivain cantonal, cet Hélias qui n'a jamais ouvert la bouche que pour la Bigoudénie ». Il lui reproche aussi, après l'avoir vu dans un épisode de l'émission de télévision Apostrophes, de n'avoir pas été un militant breton : « Et Jakez Hélias (...) ne leva pas le petit doigt pour placer le débat dans le vif du sujet, celui des autonomies culturelles ». Grall qualifie Hélias de « bretonnant passionné » et de « médiocre Breton ». Il lui reproche de se réfugier dans « le conte, cette valeur refuge » et de se résigner à la mort de la langue bretonne : « Il arrive à glorifier le folklore comme étant quelque chose d'intemporel, d'éternel et dans le même temps il gémit sur l'extinction progressive, à ses yeux inéluctables, de ce qui est le fondement même d'une civilisation : sa langue ». Voulant vérifier la qualité du breton d'Hélias, Grall laisse ensuite la parole au poète bretonnant Kouliz Kedez, qui dénonce violemment « la truculence facile », « l'ethnologie d'épicier » d'Hélias, l'accuse de « tutoyer, rudoyer avec des façons de soue (...) un goémonier ». Puis, cultivant l'invective, il traite sa cible de « birbe méprisant », de « baderne suborneuse », de « cracheur d'hospice qui fait les poches des pensionnaires avant de dégoiser ».
L'essayiste Pascal Rannou a affirmé que Grall n'avait probablement lu du Cheval d'orgueil, dont il ne cite pas la moindre ligne dans son pamphlet, que la table des matières et la conclusion : « Tout porte à croire qu'il s'est contenté de lire des interviews de l'auteur conspué, et de l'écouter lors d'émissions radiophoniques ou télévisées ».
C'est également en réaction à la lecture du Cheval d'orgueil que Jean Rohou écrira Fils de ploucs. Dès l'incipit de son livre, Rohou rappelle avoir écrit à ses parents : « J'ai arrêté la lecture du Cheval d'orgueil. Je trouve que c'est faux : beaucoup trop idéalisé ». Il critique ensuite fréquemment Hélias, coupable à ses yeux de falsifier le passé, et ce en des termes très cinglants : « Ces travestissements malhonnêtes ne sont pas le meilleur service à rendre à des gens estimables pour de toutes autres raisons. Flatteurs tant qu’ils sont portés par la mode, ils sombrent ensuite dans le ridicule (…). Sous-titré « Mémoires », Le Cheval d’orgueil se présente comme un authentique document sociologique. En fait, la réalité y est enjolivée par un habile conteur, digne héritier de ses grands-pères (…). Mais c’est bien une reconstruction idéalisée, et parfois du folklore nostalgique pour Marie-Antoinette de résidence secondaire. Même si Hélias a bénéficié d’une enfance merveilleuse, dans une famille exceptionnelle, son témoignage n’est pas généralisable ». Rohou ironise encore sur « les admirables grands-pères d’Hélias, deux hommes du peuple revus et corrigés par leur brillant petit-fils ». Il le qualifie d'« as dans l’art de positiver ». Mais jamais Rohou ne prouve qu'Hélias enjolive la réalité : il se contente de l'affirmer et de se moquer de lui. Il le qualifie de « frère ennemi » dans une émission animée par Jean Lebrun, alors qu'il précise n'avoir rencontré qu'une fois Hélias, lors d'un examen de breton, et l'avoir « trouvé dédaigneux ». Rohou rappelle qu' Hélias a été un « champion du breton » qui a « continu(é), à l’école normale de Quimper, à former des  générations d’instituteurs destinés à remplacer cette langue par le français ». Grall l’avait déjà dit.

## Éditions
Éditions en français :
- 1975 chez Plon (1re édition originale)  (ISBN 2-259-00006-1)
- 1976 chez Le Livre de Paris,  (ISBN 2-245-00564-3) (BNF 34593430)
- 1979 chez Famot, (BNF 34297046) : (BNF 34621501) tome 1 et (BNF 34649147) tome 2
- 1982 chez Presses pocket,  (ISBN 2-266-01178-2) (BNF 34732999)
- 1991 chez Plon, Nouvelle édition revue et augmentée,  (ISBN 2-259-00800-3) (BNF 35573876)
- 2006 chez le Grand livre du mois,  (ISBN 2-286-01366-7) (BNF 40120930).

Éditions en breton ou bilingue breton-français :
- 1993 chez Emgleo Breiz, (ISBN 2-86775-117-7) édité erroné (BNF 35576266)
- 1999 chez Emgleo Breiz, (ISBN 2-912210-08-5) édité erroné (BNF 37039202)
- 2002 chez Emgleo Breiz,  (ISBN 2-911210-08-5) (BNF 38975304) .

L'ouvrage aurait été traduit en 18 langues[réf. nécessaire] ; en fait, Mannaig Thomas, dans sa thèse  P.-J. Hélias et Le Cheval d'orgueil : Le regard d’un enfant, l’œil d’un peintre, révèle qu’il n’a connu que deux traductions : en anglais et en galicien.

## Adaptations
- 1980 : Le Cheval d'orgueil, film français réalisé par Claude Chabrol[19].
- Bertrand Galic (scénario) et Marc Lizano (dessin), Le Cheval d'orgueil, Paris, Soleil Productions, coll. « Noctambule », 2015, 140 p. (ISBN 978-2-302-04794-5)[20]